# 2207-es mellékút (Magyarország)
A 2207-es számú mellékút egy négy számjegyű mellékút Nógrád vármegye északi részén.

## Nyomvonala
A 2205-ös útból ágazik ki, annak 4. kilométere közelében, Ludányhalászi közigazgatási területének déli részén, kelet-délkeleti irányban. Első kilométerének elérése előtt keresztezi az ipolytarnóci vasutat. Utolsó 200 méterén Szécsény és Ludányhalászi határán halad, majd – méterekre a két előbbi település és Endrefalva hármashatárától, de már ez utóbbi község területén – belecsatlakozik a 22-es főútba, annak a 45+350-es kilométerszelvénye környékén.
Az országos közutak térképes nyilvántartását szolgáló kira.gov.hu adatbázisa szerint a hossza 2,658 kilométer.

## Története
1937-ben még három számjegyű út volt, 209-es útszámozással.